# Александровское сельское поселение (Жирновский район)
Алекса́ндровское се́льское поселе́ние  — муниципальное образование в составе Жирновского района Волгоградской области России. Административный центр — село Александровка. Адрес администрации сельского поселения: 403761, Волгоградская область, Жирновский район, с. Александровка, ул. Центральная, д. 43.

## География
Центр поселения находится в 12 км от районного центра. Сельское поселение занимает площадь 25723 га.

## История
Александровское сельское поселение образовано 21 февраля 2005 года в соответствии с Законом Волгоградской области № 1009-ОД.

## Население
| 2010  | 2012  | 2013  | 2014  | 2015  | 2016  | 2017  |
| ----- | ----- | ----- | ----- | ----- | ----- | ----- |
| 1748  | ↘1662 | ↘1644 | ↘1599 | ↗1604 | ↘1561 | ↘1526 |
| 2018  | 2019  | 2020  | 2021  |       |       |       |
| ↘1509 | ↘1478 | ↘1448 | ↘1416 |       |       |       |

## Состав сельского поселения
В состав поселения включено 5 населённых пунктов:
| Вид   | Наименование      | ОКАТО       | Население, чел. |
| ----- | ----------------- | ----------- | --------------- |
| село  | Александровка     | 18212804001 | 1030            |
| село  | Андреевка         | 18212804002 | 427             |
| село  | Большая Князевка  | 18212804003 | 139             |
| хутор | Журавка           | 18212804004 | 60              |
| село  | Новая Бахметьевка | 18212804005 | 92              |

## Герб
В червленом поле золотое стропило, сопровождаемое в оконечности злотым букетом, составленным из пшеничного колоса в столб и лесной флоры по сторонам в пояс поверх стропила. В золотой главе — червленое пламя. Щит увенчан муниципальной короной установленного образца. Утвержден Решением Совета Александровского сельского поселения Жирновского муниципального района Волгоградской области (#27/103-С) от 25 октября 2007 года. Автор современного герба Владислав Коваль.